# Desarrollo de medicamentos contra la COVID-19
El desarrollo de fármacos contra la COVID-19 es el proceso de investigación para desarrollar fármacos terapéuticos preventivos que alivien la gravedad de la enfermedad por coronavirus 2019 (COVID-19). Desde principios de 2020 hasta 2021, varios centenares de compañías farmacéuticas, empresas de biotecnología, grupos de investigación universitarios y organizaciones sanitarias estaban desarrollando candidatos terapéuticos para la enfermedad por COVID-19 en diversas fases de investigación preclínica o clínica (506 candidatos en total en abril de 2021), con 419 posibles medicamentos para COVID-19 en fase de ensayo clínico, en abril de 2021.
Ya en marzo de 2020, la Organización Mundial de la Salud (OMS), la Agencia Europea de Medicamentos (EMA), la Administración de Alimentos y Medicamentos de los Estados Unidos (FDA) y el gobierno chino y los fabricantes de medicamentos estaban coordinando con los investigadores académicos y de la industria para acelerar el desarrollo de vacunas, medicamentos antivirales y terapias post-infección. La Plataforma del Registro Internacional de Ensayos Clínicos de la OMS registró 536 estudios clínicos para desarrollar terapias post-infección para las infecciones por COVID-19, con numerosos compuestos antivirales establecidos para el tratamiento de otras infecciones en investigación clínica para ser reutilizados.
En marzo de 2020, la OMS inició el "ensayo SOLIDARITY" en 10 países, en el que se inscribieron miles de personas infectadas con COVID-19 para evaluar los efectos del tratamiento de cuatro compuestos antivirales existentes con la mayor promesa de eficacia. En abril de 2020 se estableció una revisión dinámica y sistemática para seguir el progreso de los ensayos clínicos registrados para la vacuna contra la COVID-19 y los candidatos a fármacos terapéuticos.
El desarrollo de fármacos es un proceso de múltiples pasos, que suele requerir más de cinco años para garantizar la seguridad y la eficacia del nuevo compuesto. Varias agencias reguladoras nacionales, como la EMA y la FDA, aprobaron procedimientos para acelerar los ensayos clínicos. En junio de 2021, docenas de posibles terapias postinfección se encontraban en la fase final de pruebas en humanos: ensayos clínicos de fase III-IV.

## Antecedentes

### Esquema del ciclo de descubrimiento de fármacos
El desarrollo de fármacos es el proceso de llevar al mercado una nueva vacuna o fármaco terapéutico para enfermedades infecciosas una vez que se ha identificado un compuesto principal a través del proceso de descubrimiento de fármacos. Incluye la investigación de laboratorio en microorganismos y animales, la solicitud de un estatus regulatorio, como por ejemplo a través de la FDA, para un nuevo fármaco en investigación para iniciar los ensayos clínicos en humanos, y puede incluir el paso de obtener la aprobación regulatoria con una solicitud de nuevo fármaco para comercializarlo. El proceso completo -desde el concepto, pasando por las pruebas preclínicas en el laboratorio, hasta el desarrollo de los ensayos clínicos, incluidos los de fase I a III- hasta la aprobación de la vacuna o el fármaco suele durar más de una década.
El término "investigación preclínica" se define por los estudios de laboratorio in vitro e in vivo, que indican una etapa inicial para el desarrollo de una vacuna preventiva, un antiviral u otras terapias posteriores a la infección, como los experimentos para determinar las dosis efectivas y la toxicidad en animales, antes de que un compuesto candidato avance para la evaluación de la seguridad y la eficacia en humanos. Completar la etapa preclínica del desarrollo de un fármaco -para luego probar su seguridad y eficacia en un número adecuado de personas infectadas con COVID-19 (entre cientos y miles en diferentes países)- es un proceso que probablemente requiera entre 1 y 2 años para las terapias contra la COVID-19, según varios informes de principios de 2020. A pesar de estos esfuerzos, la tasa de éxito de los candidatos a fármacos para alcanzar una eventual aprobación reglamentaria a través de todo el proceso de desarrollo de fármacos para el tratamiento de enfermedades infecciosas es sólo del 19%.
Los ensayos de fase I comprueban principalmente la seguridad y la dosificación preliminar en unas pocas docenas de sujetos sanos, mientras que los ensayos de fase II -tras el éxito de la fase I- evalúan la eficacia terapéutica contra la enfermedad COVID-19 en niveles de dosis ascendentes (eficacia basada en biomarcadores), al tiempo que evalúan de cerca los posibles efectos adversos de la terapia candidata (o las terapias combinadas), normalmente en cientos de personas. Un diseño de ensayo común para los estudios de fase II de posibles fármacos para la COVID-19 es aleatorio, controlado con placebo, ciego y realizado en múltiples centros, al tiempo que se determinan dosis más precisas y eficaces y se vigilan los efectos adversos.
La tasa de éxito de los ensayos de fase II para pasar a la fase III (para todas las enfermedades) es de alrededor del 31%, y para las enfermedades infecciosas específicamente, de alrededor del 43%. Dependiendo de su duración (más larga, más cara) -normalmente un periodo de varios meses a dos años-, un ensayo de fase II de duración media cuesta 57 millones de dólares (dólares de 2013, incluidos los costes preclínicos y de fase I). La finalización con éxito de un ensayo de fase II no permite predecir con seguridad que un fármaco candidato vaya a tener éxito en la investigación de fase III.
En los ensayos de fase III de COVID-19 participan entre cientos y miles de personas hospitalizadas y se comprueba la eficacia del tratamiento para reducir los efectos de la enfermedad, al tiempo que se supervisan los efectos adversos en la dosis óptima, como en los ensayos multinacionales Solidarity y Discovery.

## Candidatos
Red de evidencia de los ensayos clínicos COVID-19 de 15 candidatos terapéuticos. Los círculos representan intervenciones o grupos de intervención (categorías). Las líneas entre dos círculos indican comparaciones en ensayos clínicos.
Según una fuente (en agosto de 2020), las diversas categorías de investigación preclínica o clínica en fase inicial para el desarrollo de candidatos terapéuticos de COVID-19 incluían
- anticuerpos (81 candidatos)
- Antivirales (31 candidatos)
- Compuestos basados en células (34 candidatos)
- compuestos basados en el ARN (6 candidatos)
- compuestos de exploración para ser reutilizados (18 candidatos)

otras categorías terapéuticas, como antiinflamatorios, antipalúdicos, interferones, compuestos basados en proteínas, antibióticos y moduladores de receptores.
Los ensayos pivotales de fase III evalúan si un fármaco candidato tiene eficacia específicamente contra una enfermedad y, en el caso de las personas hospitalizadas con infecciones graves por COVID-19, prueban un nivel de dosis eficaz del candidato a fármaco reutilizado o nuevo para mejorar la enfermedad (principalmente la neumonía) de la infección por COVID-19. En el caso de un fármaco ya aprobado (como la hidroxicloroquina para la malaria), los ensayos de fase III-IV determinan en cientos o miles de personas infectadas por COVID-19 el posible uso prolongado de un fármaco ya aprobado para tratar la infección por COVID-19. En agosto de 2020, más de 500 candidatos terapéuticos se encontraban en fase preclínica o en una fase de desarrollo I-IV, y se han anunciado nuevos ensayos de fase II-III para cientos de candidatos terapéuticos durante 2020.
Numerosos fármacos candidatos que se están estudiando como tratamientos "de apoyo" para aliviar las molestias durante la enfermedad, como los AINE o los broncodilatadores, no se incluyen en la siguiente tabla. También se excluyen otros que se encuentran en ensayos de fase II en fase inicial o numerosos candidatos a tratamiento en ensayos de fase I. Los candidatos a fármacos en ensayos de fase I-II tienen una baja tasa de éxito (inferior al 12%) para pasar por todas las fases de los ensayos y obtener una eventual aprobación. Una vez alcanzados los ensayos de fase III, los candidatos terapéuticos para enfermedades relacionadas con la infección por COVID-19 -enfermedades infecciosas y respiratorias- tienen una tasa de éxito de alrededor del 72%.

## Candidatos a fármacos reutilizados
El reposicionamiento de fármacos (también llamado repurposing de fármacos) -la investigación de fármacos existentes para nuevos fines terapéuticos- es una línea de investigación científica que se sigue para desarrollar tratamientos seguros y eficaces contra la COVID-19. Varios medicamentos antivirales existentes, previamente desarrollados o utilizados como tratamientos para el síndrome respiratorio agudo severo (SARS), el síndrome respiratorio de Oriente Medio (MERS), el VIH/SIDA y la malaria, se están investigando como tratamientos para la COVID-19, y algunos de ellos pasan a los ensayos clínicos.
Durante la pandemia de COVID-19, la readaptación de fármacos es el proceso de investigación clínica que consiste en examinar y definir rápidamente la seguridad y la eficacia de los fármacos existentes ya aprobados para otras enfermedades para utilizarlos en personas infectadas por COVID-19. En el proceso habitual de desarrollo de fármacos, la confirmación de la reutilización para el tratamiento de una nueva enfermedad llevaría muchos años de investigación clínica -incluidos los ensayos clínicos fundamentales de fase III- sobre el fármaco candidato para garantizar su seguridad y eficacia específicamente para el tratamiento de la infección por COVID-19. En la emergencia de una creciente pandemia de COVID-19, el proceso de reutilización del fármaco se aceleró durante marzo de 2020 para tratar a las personas hospitalizadas con COVID-19.
Los ensayos clínicos en los que se utilizan fármacos reutilizados, generalmente seguros, para las personas hospitalizadas por COVID-19 pueden llevar menos tiempo y tener menores costes globales para obtener criterios de valoración que demuestren la seguridad (ausencia de efectos secundarios graves) y la eficacia tras la infección, y pueden acceder rápidamente a las cadenas de suministro de fármacos existentes para su fabricación y distribución mundial. En un esfuerzo internacional por aprovechar estas ventajas, la OMS inició a mediados de marzo de 2020 ensayos internacionales acelerados de fase II-III sobre cuatro opciones de tratamiento prometedoras -el ensayo SOLIDARITY-, con numerosos otros fármacos que tienen potencial para la reutilización en diferentes estrategias de tratamiento de enfermedades, como terapias antiinflamatorias, de corticosteroides, de anticuerpos, inmunitarias y de factores de crecimiento, entre otras, que se adelantarán a los ensayos de fase II o III durante 2020.
En marzo, los Centros para el Control y la Prevención de Enfermedades (CDC) de los Estados Unidos emitieron un aviso a los médicos sobre el remdesivir para las personas hospitalizadas con neumonía causada por COVID-19: "Aunque los ensayos clínicos son fundamentales para establecer la seguridad y la eficacia de este fármaco, los médicos que no tengan acceso a un ensayo clínico pueden solicitar remdesivir para uso compasivo a través del fabricante para pacientes con neumonía clínica."

## Nuevos medicamentos con anticuerpos

### Plasma de convalecientes
La inmunización pasiva con plasma de convalecencia o suero hiperinmune se ha propuesto como un tratamiento potencial para la COVID-19.
En los Estados Unidos, la FDA ha concedido una autorización temporal al plasma de convalecencia (plasma procedente de la sangre de personas que se han recuperado de la COVID-19 y que, por tanto, contiene anticuerpos contra el SARS-CoV-2) como tratamiento experimental en los casos en los que la vida de la persona está grave o inmediatamente amenazada. Sin embargo, el tratamiento con plasma de convalecencia no se ha sometido a los estudios clínicos aleatorios o no aleatorios necesarios para determinar si es seguro y eficaz para tratar a las personas con COVID-19.
Argentina, Brasil, Costa Rica y México han seguido desarrollando antisueros. Brasil comenzó a desarrollar un suero hiperinmune equino, obtenido mediante la inoculación de caballos con la proteína recombinante del SARS-CoV-2, a mediados de 2020. Un consorcio formado por el Instituto Vital Brasil, la UFRJ, la Fundación Oswaldo Cruz y el Instituto D'Or de Investigación y Educación de Río de Janeiro comenzó los ensayos preclínicos en mayo de 2020, mientras que el Instituto Butantan de São Paulo completó las pruebas en animales en septiembre. En diciembre de 2020, Argentina concedió una autorización de emergencia a CoviFab, una formulación de suero hiperinmune equino desarrollada localmente, para su uso en casos de COVID-19 de moderada a grave, basándose en los resultados iniciales de un único ensayo de fase 2/3 que sugirió reducciones en la mortalidad, el ingreso en la UCI y los requisitos de ventilación mecánica en los pacientes que recibieron el suero. Esto fue duramente criticado por la Sociedad Argentina de Cuidados Intensivos, que declaró que el ensayo no logró alcanzar sus puntos finales primarios o secundarios y no demostró ninguna diferencia estadísticamente significativa entre los grupos de suero y de placebo.

### Casirivimab/imdevimab
El casirivimab/imdevimab, que se vende bajo la marca REGEN-COV, es un medicamento experimental desarrollado por la empresa estadounidense de biotecnología Regeneron Pharmaceuticals. Se trata de un "cóctel de anticuerpos" artificial diseñado para producir resistencia contra el coronavirus SARS-CoV-2 responsable de la pandemia COVID-19. Consta de dos anticuerpos monoclonales, casirivimab (REGN10933) e imdevimab (REGN10987), que deben mezclarse entre sí. La combinación de los dos anticuerpos tiene por objeto evitar el escape mutacional. También está disponible como producto coformulado.

### Bamlanivimab y etesevimab
El bamlanivimab (INN, nombre en clave LY-CoV555) es un anticuerpo monoclonal desarrollado por AbCellera Biologics y Eli Lilly como tratamiento contra la COVID-19. La Administración de Alimentos y Medicamentos de EE.UU. (FDA) concedió al fármaco una autorización de uso de emergencia (EUA) en noviembre de 2020, y en diciembre de ese mismo año el gobierno estadounidense había comprado 950.000 dosis. En abril de 2021, la EUA fue revocada.
El fármaco es un anticuerpo monoclonal (mAb) IgG1 dirigido contra la proteína pico del SARS-CoV-2. El objetivo es bloquear la fijación y la entrada del virus en las células humanas, neutralizando así el virus, y ayudar a prevenir y tratar la COVID-19.
Bamlanivimab surgió de la colaboración entre Lilly y AbCellera para crear terapias de anticuerpos para la prevención y el tratamiento contra la COVID-19.
Bamlanivimab también se utiliza como parte de la combinación bamlanivimab/etesevimab a la que la FDA concedió una EUA.
En junio de 2021, la Oficina del Secretario Adjunto para la Preparación y la Respuesta (ASPR) de los EE.UU. pausó la distribución de bamlanivimab y etesevimab juntos, y de etesevimab solo (para emparejarlo con el suministro existente de bamlanivimab), debido al aumento de las variantes circulantes.

### Sotrovimab
En mayo de 2021, el Comité de Medicamentos de Uso Humano (CHMP) de la Agencia Europea de Medicamentos (EMA) concluyó que el sotrovimab puede utilizarse para tratar la COVID-19 confirmada en personas de doce años o más, que pesen al menos 40 kilogramos (88 lb), que no requieran terapia de oxígeno suplementario y que estén en riesgo de progresar a la COVID-19 grave.
En mayo de 2021, la Administración de Alimentos y Medicamentos de los Estados Unidos (FDA) emitió una autorización de uso de emergencia (EUA) para el sotrovimab para el tratamiento contra la COVID-19 de leve a moderada en personas de doce años o más que pesen al menos 40 kilogramos (88 lb) con resultados positivos en las pruebas virales directas de SARS-CoV-2 y que tengan un alto riesgo de progresión a la COVID-19 grave, incluyendo la hospitalización o la muerte.

## Nuevos inhibidores de la proteasa

### PF-07321332
A principios de 2021, Pfizer inició en Estados Unidos y Bélgica los ensayos de fase I en humanos de un nuevo medicamento de prescripción oral, el PF-07321332, un "inhibidor de la proteasa" que debilita la replicación del SARS-CoV-2. Se espera que los ensayos, repartidos en 3 fases, duren más de 5 meses. El fármaco se administra con dosis bajas de ritonavir, un antiviral utilizado para tratar el VIH.

## Planificación y coordinación

### Planificación temprana
En el período 2018-20, las nuevas iniciativas para estimular el desarrollo de vacunas y medicamentos antivirales incluyeron asociaciones entre organizaciones gubernamentales y la industria, como la Iniciativa Europea de Medicamentos Innovadores, la Iniciativa de Ruta Crítica de los Estados Unidos para mejorar la innovación del desarrollo de medicamentos y la designación de Terapia de Avance para acelerar el desarrollo y la revisión regulatoria de medicamentos candidatos prometedores. Con el fin de acelerar el perfeccionamiento de los diagnósticos para detectar la infección por COVID-19, se creó un rastreador mundial de diagnósticos.
Según un rastreador del progreso de los ensayos clínicos sobre posibles medicamentos terapéuticos para las infecciones por COVID-19, 29 ensayos de eficacia de fase II-IV concluyeron en marzo de 2020 o estaban programados para proporcionar resultados en abril en hospitales de China, que experimentó el primer brote de COVID-19 a finales de 2019. Siete ensayos evaluaban medicamentos reutilizados ya aprobados para tratar la malaria, incluidos cuatro estudios sobre hidroxicloroquina o fosfato de cloroquina. Los fármacos antivirales reutilizados constituyen la mayor parte de la investigación en China, con nueve ensayos de fase III sobre remdesivir en varios países que se presentarán a finales de abril. Otros posibles candidatos terapéuticos en fase de ensayos clínicos pivotantes que concluirán en marzo-abril son los vasodilatadores, los corticosteroides, las terapias inmunológicas, el ácido lipoico, el bevacizumab y la enzima convertidora de angiotensina 2 recombinante, entre otros.
La Coalición para la Investigación Clínica de COVID-19 tiene como objetivos: 1) facilitar la revisión rápida de las propuestas de ensayos clínicos por parte de los comités de ética y las agencias reguladoras nacionales, 2) acelerar las aprobaciones de los compuestos terapéuticos candidatos, 3) garantizar un análisis estandarizado y rápido de los datos de eficacia y seguridad emergentes, y 4) facilitar el intercambio de los resultados de los ensayos clínicos antes de su publicación. A partir de abril, se ha puesto en marcha una revisión dinámica del desarrollo clínico de los candidatos a vacuna y fármaco de COVID-19.
En marzo de 2020, la Coalición Internacional para las Innovaciones en la Preparación ante las Epidemias (CEPI) se comprometió a realizar inversiones en investigación por valor de 100 millones de dólares en varios países, e hizo un llamamiento urgente para recaudar e invertir rápidamente 2.000 millones de dólares para el desarrollo de vacunas. Dirigido por la Fundación Bill y Melinda Gates, con socios que invierten 125 millones de dólares y en coordinación con la Organización Mundial de la Salud, el Acelerador Terapéutico COVID-19 comenzó en marzo, facilitando a los investigadores del desarrollo de fármacos la rápida identificación, evaluación, desarrollo y ampliación de posibles tratamientos. La Coalición de Investigación Clínica COVID-19 se formó para coordinar y acelerar los resultados de los ensayos clínicos internacionales sobre los tratamientos más prometedores tras la infección. A principios de 2020, numerosos compuestos antivirales establecidos para tratar otras infecciones estaban siendo reutilizados o desarrollados en nuevos esfuerzos de investigación clínica para aliviar la enfermedad de COVID-19.
Durante el mes de marzo de 2020, la Coalition for Epidemic Preparedness Innovations (CEPI) puso en marcha un fondo internacional para el desarrollo de vacunas contra la COVID-19, con el objetivo de recaudar 2.000 millones de dólares para la investigación y el desarrollo de vacunas, y se comprometió a invertir 100 millones de dólares en el desarrollo de vacunas en varios países. El gobierno canadiense anunció una financiación de 275 millones de dólares canadienses para 96 proyectos de investigación sobre contramedidas médicas contra la COVID-19, incluyendo numerosas vacunas candidatas en universidades canadienses, con planes para establecer un "banco de vacunas" de nuevas vacunas para su aplicación si se produce otro brote de COVID-19. La Fundación Bill y Melinda Gates invirtió 150 millones de dólares en abril para el desarrollo de vacunas, diagnósticos y terapias contra la COVID-19.

#### Investigación asistida por ordenador
Esta sección necesita ser actualizada. Por favor, ayude a actualizar este artículo para reflejar los acontecimientos recientes o la nueva información disponible. (Noviembre de 2020)
Más información: Uso y desarrollo de software para la mitigación de la pandemia COVID-19 y Impacto de la pandemia COVID-19 en la ciencia y la tecnología § Investigación informática y de aprendizaje automático y ciencia ciudadana
En marzo de 2020, el Departamento de Energía de los Estados Unidos, la Fundación Nacional de la Ciencia, la NASA, la industria y nueve universidades aunaron recursos para acceder a superordenadores de IBM, combinados con recursos de computación en la nube de Hewlett Packard Enterprise, Amazon, Microsoft y Google, para el descubrimiento de fármacos. El Consorcio de Computación de Alto Rendimiento COVID-19 también tiene como objetivo predecir la propagación de la enfermedad, modelar posibles vacunas y examinar miles de compuestos químicos para diseñar una vacuna o terapia contra la COVID-19.
El Instituto de Transformación Digital C3.ai, un consorcio adicional formado por Microsoft, seis universidades (entre ellas el Instituto Tecnológico de Massachusetts, miembro del primer consorcio) y el Centro Nacional de Aplicaciones de Supercomputación de Illinois, que trabaja bajo los auspicios de C3.ai, una empresa de software de inteligencia artificial, está poniendo en común recursos de supercomputación para el descubrimiento de fármacos, el desarrollo de protocolos médicos y la mejora de las estrategias de salud pública, además de conceder grandes subvenciones a los investigadores que propongan antes de mayo utilizar la IA para llevar a cabo tareas similares.
En marzo de 2020, el proyecto de computación distribuida Folding@home puso en marcha un programa para ayudar a los desarrolladores de fármacos, simulando inicialmente las dianas proteicas del SARS-CoV-2 y del virus relacionado con el SARS-CoV, que ya ha sido estudiado anteriormente.
El proyecto de computación distribuida Rosetta@home también se unió al esfuerzo en marzo. El proyecto utiliza ordenadores de voluntarios para modelar las proteínas del virus SARS-CoV-2 con el fin de descubrir posibles dianas farmacológicas o crear nuevas proteínas para neutralizar el virus. Los investigadores revelaron que, con la ayuda de Rosetta@home, habían podido "predecir con precisión la estructura a escala atómica de una importante proteína del coronavirus semanas antes de que pudiera medirse en el laboratorio".
En mayo de 2020 se puso en marcha la asociación OpenPandemics - COVID-19 entre Scripps Research y la World Community Grid de IBM. La asociación es un proyecto de computación distribuida que "ejecutará automáticamente un experimento simulado en segundo plano [de los ordenadores domésticos conectados que ayudará a predecir la eficacia de un compuesto químico concreto como posible tratamiento para la COVID-19".

### Ensayos internacionales de solidaridad y descubrimiento
En marzo, la Organización Mundial de la Salud (OMS) puso en marcha el "Ensayo de Solidaridad" coordinado en 10 países de los cinco continentes para evaluar rápidamente en miles de personas infectadas por COVID-19 la eficacia potencial de los agentes antivirales y antiinflamatorios existentes que aún no se han evaluado específicamente para la enfermedad de COVID-19. A finales de abril, hospitales de más de 100 países participaban en el ensayo.
Los fármacos individuales o combinados que se están estudiando inicialmente son 1) lopinavir-ritonavir combinado, 2) lopinavir-ritonavir combinado con interferón-beta, 3) remdesivir o 4) (hidroxi)cloroquina en ensayos separados y en centros hospitalarios de todo el mundo. A raíz de un estudio publicado por The Lancet sobre los problemas de seguridad de la hidroxicloroquina, la OMS suspendió su uso en el ensayo Solidarity en mayo de 2020, lo restableció tras la retractación de la investigación y luego abandonó el uso del fármaco para el tratamiento de COVID-19 cuando el análisis demostró en junio que no aportaba ningún beneficio.
Dado que alrededor del 15% de las personas infectadas por la COVID-19 padecen una enfermedad grave, y que los hospitales se vieron desbordados durante la pandemia, la OMS reconoció la rápida necesidad clínica de probar y reutilizar estos medicamentos como agentes ya aprobados para otras enfermedades y reconocidos como seguros. El proyecto "Solidaridad" está diseñado para ofrecer una visión rápida de las preguntas clínicas clave:
¿Reduce alguno de los fármacos la mortalidad?
¿Reduce alguno de los fármacos el tiempo de hospitalización del paciente?
¿Afectan los tratamientos a la necesidad de ventilar o mantener en cuidados intensivos a las personas con neumonía inducida por COVID-19?
¿Podrían utilizarse estos fármacos para minimizar la enfermedad de la infección por COVID-19 en el personal sanitario y en las personas con alto riesgo de desarrollar una enfermedad grave?
La inscripción de personas con infección por COVID-19 se simplifica mediante la introducción de datos, incluido el consentimiento informado, en un sitio web de la OMS. Después de que el personal del ensayo determine los medicamentos disponibles en el hospital, el sitio web de la OMS asigna al sujeto hospitalizado al azar a uno de los medicamentos del ensayo o a la atención estándar del hospital para tratar la COVID-19. El médico del ensayo registra y envía la información de seguimiento sobre el estado y el tratamiento del sujeto, completando la entrada de datos a través del sitio web de Solidarity de la OMS. El diseño del ensayo de Solidarity no es de doble ciego -lo que normalmente es la norma en un ensayo clínico de alta calidad- pero la OMS necesitaba rapidez con calidad para el ensayo en muchos hospitales y países. Una junta mundial de supervisión de la seguridad, formada por médicos de la OMS, examina los resultados provisionales para ayudar a tomar decisiones sobre la seguridad y la eficacia de los medicamentos del ensayo, y modificar el diseño del mismo o recomendar una terapia eficaz. El INSERM (París, Francia) inició en marzo un estudio similar al de Solidarity, denominado "Discovery", en siete países.
El ensayo "Solidarity" pretende poner en práctica la coordinación en cientos de centros hospitalarios de distintos países -incluso en aquellos con una infraestructura poco desarrollada para los ensayos clínicos-, pero debe llevarse a cabo con rapidez. Según John-Arne Røttingen, director ejecutivo del Consejo de Investigación de Noruega y presidente del comité directivo internacional del ensayo Solidarity, el ensayo se consideraría eficaz si se determina que las terapias "reducen la proporción de pacientes que necesitan respiradores en, digamos, un 20%, lo que podría tener un enorme impacto en nuestros sistemas nacionales de atención sanitaria".
Durante el mes de marzo, la financiación del ensayo Solidaridad alcanzó los 108 millones de dólares procedentes de 203.000 personas, organizaciones y gobiernos, con 45 países implicados en la financiación o la gestión del ensayo.
El diseño de un ensayo clínico en curso puede modificarse como "diseño adaptativo" si los datos que se acumulan en el ensayo proporcionan información temprana sobre la eficacia positiva o negativa del tratamiento. Los ensayos mundiales Solidarity y European Discovery de personas hospitalizadas con infección grave por COVID-19 aplican un diseño adaptativo para modificar rápidamente los parámetros del ensayo a medida que surgen los resultados de las cuatro estrategias terapéuticas experimentales. Los diseños adaptativos dentro de los ensayos clínicos de fase II-III en curso sobre candidatas terapéuticas pueden acortar la duración de los ensayos y utilizar menos sujetos, lo que posiblemente acelere las decisiones de finalización temprana o de éxito, y coordine los cambios de diseño para un ensayo específico en todas sus ubicaciones internacionales.

### Ensayo de tratamiento adaptativo COVID-19
El Instituto Nacional de Alergias y Enfermedades Infecciosas (NIAID) de EE.UU. inició un ensayo internacional de fase III de diseño adaptativo (denominado "ACTT") en el que participarían hasta 800 personas hospitalizadas por COVID-19 en 100 centros de varios países. Comenzando con el uso de remdesivir como tratamiento primario durante 29 días, la definición del ensayo de su protocolo adaptativo establece que "habrá un seguimiento intermedio para introducir nuevos brazos y permitir la interrupción temprana por inutilidad, eficacia o seguridad. Si una de las terapias resulta ser eficaz, este tratamiento puede convertirse en el brazo de control para la comparación con los nuevos tratamientos experimentales".

### Prueba de Recuperación
En marzo de 2020 se puso en marcha en el Reino Unido un ensayo controlado y aleatorizado a gran escala denominado RECOVERY Trial para probar posibles tratamientos contra la COVID-19. Está dirigido por los Departamentos Nuffield de Salud Pública y de Medicina de la Universidad de Oxford y está probando cinco fármacos reutilizados y también plasma de convalecencia. El ensayo ha inscrito a más de 11.500 participantes con COVID-19 en el Reino Unido hasta junio de 2020.
Durante el mes de abril, se puso en marcha el ensayo británico RECOVERY (Randomised Evaluation of COVID-19 thERapY), inicialmente en 132 hospitales del Reino Unido, que se ha ampliado hasta convertirse en uno de los mayores estudios clínicos sobre la COVID-19 del mundo, en el que participan 5.400 personas infectadas en tratamiento en 165 hospitales del Reino Unido, a mediados de abril. El ensayo está examinando diferentes terapias potenciales para la infección grave por COVID-19: lopinavir/ritonavir, dosis bajas de dexametasona (un esteroide antiinflamatorio), hidroxicloroquina y azitromicina (un antibiótico común). En junio, el brazo del ensayo que utilizaba hidroxicloroquina se interrumpió cuando los análisis demostraron que no aportaba ningún beneficio.
El 16 de junio, el grupo del ensayo hizo público que la dexametasona había demostrado reducir la mortalidad en los pacientes que recibían asistencia respiratoria. En un ensayo controlado se administró dexametasona a unos 2.000 pacientes hospitalizados y se comparó con más de 4.000 que no recibieron el fármaco. En el caso de los pacientes con respiradores, redujo el riesgo de muerte del 40% al 28% (1 de cada 8). En el caso de los pacientes que necesitaban oxígeno, el riesgo de muerte se redujo del 25% al 20% (1 de cada 5).
A finales de junio de 2020, el ensayo había publicado los resultados relativos a la hidroxicloroquina y la dexametasona. También había anunciado los resultados de lopinavir/ritonavir, que se publicaron en octubre de 2020. Los brazos de lopinavir-ritonavir e hidroxicloroquina se cerraron a los nuevos participantes tras demostrarse su ineficacia. La dexametasona se cerró a nuevas entradas de adultos tras los resultados positivos y, en noviembre de 2020, se abrió a entradas de niños.